# Verordnung zur Durchführung der Regelungen der Biokraftstoffquote
Die Verordnung zur Durchführung der Regelungen der Biokraftstoffquote (36. BImSchV) ergänzt die Bestimmungen des Biokraftstoffquotengesetzes sowie der §§ 37 a–d des Bundes-Immissionsschutzgesetzes. Damit wurden verschiedene europäische Richtlinien in deutsches Recht umgesetzt.
Bis zum Inkrafttreten der letzten Änderung am 9. April 2016 war in § 7 geregelt, dass Biokraftstoffe doppelt gewichtet auf die Erfüllung der Biokraftstoffquoten angerechnet werden können, wenn sie aus folgenden Materialien hergestellt wurden:
- Abfälle, auf die die Vorschriften des Kreislaufwirtschaftsgesetzes Anwendung finden
- Reststoffe
- zellulosehaltiges Non-Food-Material
- lignozellulosehaltiges Material

Reststoffe können sein:
- Rohglycerin
- Tallölpech
- Gülle und Stallmist
- Stroh
- Altspeisefette und -öle

Für die doppelte Gewichtung ist die Ausstellung eines Doppelgewichtungsnachweises und eines Nachhaltigkeitsnachweises erforderlich. Dafür müssen sich Sammler und Verarbeiter von Abfällen innerhalb eines von der Bundesanstalt für Landwirtschaft und Ernährung  anerkannten Zertifizierungssystems zertifizieren lassen.
Damit soll eine umfassende Kontrolle der Nachhaltigkeit und doppelten Anrechenbarkeit von flüssigen und gasförmigen Biokraftstoffen sichergestellt werden. Dies soll insbesondere die künstliche Erzeugung von Abfällen zur Herstellung doppelt anrechenbarer Biokraftstoffe verhindern.
§ 7 wurde mit Inkrafttreten der letzten Änderung am 9. April 2016 aufgehoben.